# Revolución diamantina
Revolución diamantina (en:Glitter Revolution) es una composición para ballet de Gabriela Ortiz de 2023 que combina elementos de la orquesta sinfónica tradicional con percusión multicultural. La obra, inspirada en las protestas feministas en México de 2019, recibió en 2025 tres premios Grammy: el Grammy a la mejor composición clásica contemporánea, el Grammy a la mejor interpretación orquestal para Orquesta Filarmónica de Los Ángeles y su director musical y artístico, Gustavo Dudamel y el Grammy al mejor compendio clásico otorgado a Ortiz, Dudamel y los ingenieros Alexander Lipay y Dmitriy Lipay. Los coros de la orquesta trasladan algunos lemas feministas de las manifestaciones: con ropa o sin ropa mi cuerpo no se toca, nos queremos libres, ni una más (Acto VI)  

## Contexto
La obra está inspirada en la Marcha de la Brillantina, que se realizó en Ciudad de México en agosto de 2019 para denunciar la violencia contra las mujeres en la que se lanzó purpurina sobre monumentos históricos. El 12 de agosto las protestas se organizaron frente a la Secretaría de Seguridad Pública, en la delegación Cuauhtémoc, para protestar por la presunta violación de una menor de edad por cuatro policías en Azcapotzalco, el día 3 de agosto.  

## Obra en VI actos
Revolución diamantina es el primer álbum completo de obras orquestales de Gabriela Ortiz.  Fue grabado en directo en el Walt Disney Concert Hall en octubre del 2022 y noviembre del 2023 durante las actuaciones por la Filarmónica de Los Ángeles y el Director Musical y Artístico Gustavo Dudamel. 
Revolución diamantina
- Acto I: Los sonidos que hacen los gatos
- Acto II: No nos amamos
- Acto III: Fronteras y cuerpos
- Acto IV: Decir lo indecible
- Acto V: Purpurina rosa
- Acto VI: Todas

## Orquestación
2 flautas, flautín, 2 oboes, corno inglés, 2 clarinetes, clarinete bajo, 2 fagotes, contrafagot, 4 trompas, 4 trompetas, 3 trombones, tuba, saxofón alto, timbales, percusión (agogos, almglocken, anvil bean, campanillas de bambú, bombo, bongos, cabasa, latas, carillones, claves, cencerros, platillos crash, crótalos, flexatone, frame drum, glockenspiel, gongs, guiro, hi-hat, marimba, bloques de metal, sonajas de metal, shakers de metal, tubos, sonajas, piedras de río, bloques de arena, shakers, redoblantes, platillos suspendidos, pandereta, tam-tams, teponaztli [tambor de tronco bajo], bloques de templo, gongs tailandeses, triángulos, vibráfono, vibraslap, látigo, gong de viento, bloques de madera, xilófono, zurdo, arpa, piano, celesta, coro de mujeres y cuerdas.
Coros: con ropa o sin ropa mi cuerpo no se toca, nos queremos libres, ni una más el violador eres tú, Acto 5, Purpurina rosa. 

## Ballet y dramaturgia
Ballet se divide en seis actos para orquesta sinfónica y ocho voces amplificadas. La dramaturgia corresponde a la escritora Cristina Rivera Garza que apoya la estructura dramática del proyecto. Gabriela Ortiz explica  que en estos seis actos se recorren diversos escenarios relacionados con el feminismo que enumera: el acoso y la falta de seguridad en los espacios públicos, la confusión entre el lenguaje del amor romántico y las prácticas de manipulación y control que, con demasiada frecuencia, pueden desembocar en formas letales de violencia contra las mujeres; la soledad y la falta de sentido de pertenencia; las voces de las desaparecidas; una marcha a ciegas que hace su aparición en el horizonte de un lugar sin sentido; el terrorismo íntimo que se da entre las parejas, así como sus etapas y consecuencias; las protestas callejeras y sus gritos de justicia; y finalmente, la aspiración de que sólo caminando juntos seremos capaces de encontrar una salida, porque aunque solo indirectamente hayamos vivido mucho de lo aquí descrito, su causa es también la nuestra: la de todos nosotros, mujeres y hombres y personas.
Me tocó imaginar la música no sólo utilizando lenguajes estéticos que ya conocía, sino también arriesgándome, aprendiendo y experimentando con nuevas herramientas. En este ballet, mi esperanza ha sido que el público explore diferentes caminos que alteren radicalmente su forma de escuchar, sentir y percibir explica Gabriela Ortiz. La compositora había realizado otros trabajos que trataban el tema del feminicidio en Ciudad Juarez como Río Bravo y Fronteras líquidas, pero esta vez pone el foco en el movimiento feminista. 